# Virovo
Virovo (makedonska: Вирово) är en ort i Nordmakedonien. Den ligger i kommunen Demir Hisar, i den sydvästra delen av landet, 90 kilometer söder om huvudstaden Skopje. Virovo ligger 836 meter över havet och antalet invånare är 345.